# Antonio Sastre
Antonio Sastre (* 27. April 1911 in Lomas de Zamora; † 23. November 1987) war ein argentinischer Fußballspieler. Auf Vereinsebene vor allem bei CA Independiente sehr erfolgreich, gewann er mit der Nationalmannschaft seines Heimatlandes auch zweimal die Copa América.

## Karriere

### Vereinskarriere
Antonio Sastre, geboren 1911 in Lomas de Zamora, in der Provinz Buenos Aires gelegen, begann seine fußballerische Laufbahn in Avellaneda bei CA Independiente. Für Independiente lief der Mittelfeldspieler von 1931 bis 1941 elf Jahre lang in 340 Ligaspielen auf, in denen ihm 112 Torerfolge gelangen. Antonio Sastre gehörte zu der Mannschaft von Independiente in den 1930ern um Spieler wie Arsenio Erico oder Vicente de la Mata, die 1938 die erste argentinische Meisterschaft überhaupt für den Verein erringen konnte. In der Primera División rangierte man nach dem Ende aller Spieltage auf Platz eins mit einem Vorsprung von zwei Zählern vor Titelverteidiger River Plate. Im Jahr darauf konnte man diesen Titel verteidigen und sich erneut an die Spitze der Tabelle setzen, diesmal mit einem Vorsprung von sechs Punkten abermals vor River Plate sowie dem punktgleichen CA Huracán. Danach waren die ersten großen Jahre von Independiente Avellaneda erstmal vorbei, es dauerte nun bis 1948, ehe der Klub wieder einen Meistertitel holen konnte. Zu diesem Zeitpunkt verweilte Antonio Sastre aber schon lang nicht mehr im Estadio La doble Visera. Der Spielgestalter verließ den Verein 1941 nach elf Jahren und 340 Partien im Ligabetrieb.
Neuer Arbeitgeber von Antonio Sastre wurde der brasilianische Klub FC São Paulo. In Brasilien stand der Mittelfeldspieler von 1942 bis 1946 fünf Jahre lang unter Vertrag. In diesen fünf Jahren errang Sastre mit seinem Verein dreimal den Titel der Staatsmeisterschaft von São Paulo. In den Jahren 1943, 1945 und 1946 war man in diesem Wettbewerb siegreich. Da es damals in Brasilien aber noch keine einheitliche Meisterschaft gab, hatte Antonio Sastre dort auch nicht die Möglichkeit, seinem argentinischen Meistertitel einen brasilianischen hinzuzufügen. 1946 strich Sastre dann wieder seine Segel in São Paulo, nachdem er zuvor 129 Spiele im Rahmen der Staatsmeisterschaft gemacht hatte, in denen insgesamt 58 Torerfolge herausgesprungen waren. 
In der Folge kehrte er in seine argentinische Heimat zurück, wo er für Gimnasia y Esgrima La Plata in der Primera B auflief. Mit Gimnasia y Esgrima schaffte Sastre zum Abschluss seiner Karriere den ersten Platz in der zweithöchsten Spielklasse, was den Aufstieg in die Primera División bedeutete. Nach der Zweitligaspielzeit 1947 beendete Antonio Sastre seiner Fußballerkarriere im Alter von 36 Jahren.

### Nationalmannschaft
Zwischen 1933 und 1941 brachte es Antonio Sastre auf insgesamt 34 Länderspiele für die argentinische Fußballnationalmannschaft. Dabei gelangen ihm sechs Treffer. In seiner Nationalmannschaftskarriere gelang es Sastre, zweimal die Copa América zu gewinnen. Im Campeonato Sudamericano 1937 im eigenen Land gewann man das Entscheidungsspiel gegen Brasilien mit 2:0 nach Verlängerung, was den ersten Titelgewinn in diesem Wettbewerb seit acht Jahren einbrachte. Einen zweiten Erfolg in der Copa América konnte Antonio Sastre in der Austragung von 1941 feiern, als man sich in Chile den ersten Platz mit einem Vorsprung von zwei Punkten vor dem ewigen Rivalen jener Jahre, Uruguay, sichern konnte. Nach dieser Südamerikameisterschaft endete die Nationalmannschaftskarriere von Antonio Sastre nach 34 Einsätzen. Wie viele andere Spieler seiner Generation blieb ihm die Teilnahme an einer Fußball-Weltmeisterschaft jedoch verwehrt. Argentinien trat 1934 in Italien nur mit Amateuren an, danach dauerte es 24 Jahre, ehe wieder eine Weltmeisterschaftsteilnahme erreicht wurde.

## Erfolge
Nationalmannschaft
- 'Copa América 2×: 1937, 1941

CA Independiente
- Argentinische Meisterschaft 2×: 1938, 1939

FC São Paulo
- Staatsmeisterschaft von São Paulo 3× :1943, 1945, 1946

Gimnasia y Esgrima La Plata
- Primera B 1×: 1947